# Холл, Эрнест
Эрнест Холл (англ. Ernest Hall; род. 19 марта 1930, Болтон) — британский предприниматель, благотворитель и пианист.
Родился в бедной семье рабочего-прядильщика, в возрасте девяти лет начал играть на фортепиано. Окончил Королевский Манчестерский колледж музыки (1951), затем служил в армии, после чего сделал выбор в пользу занятий бизнесом. Работал в текстильной промышленности, в 1961 году основал собственное дело, к 1968 году владел компанией Mountain Mills, производившей камвольные ткани; в 1969 году вместе с новым совладельцем Тони Клеггом осуществил ребрендинг и дальше работал под брендом Mountleigh, в начале 1980-х гг., в связи с упадком британского текстильного производства, переориентировавшимся на операции с недвижимостью, в которых менеджерские решения Клегга принесли фирме крупный успех. В 1983 году Холл продал свою долю в компании за 40 миллионов фунтов стерлингов. Половину этих денег он вложил в покупку фабрики Дин Клаф в английском городе Галифакс — огромного комплекса по производству ковров, пришедшего в упадок. После масштабной реконструкции бывшая фабрика превратилась в комплекс офисных зданий общей площадью 1,25 миллиона квадратных футов (около 116 тысяч квадратных метров), в котором расположились также художественные галереи, рестораны и театр — в общей сложности 3500 рабочих мест.
Перешагнув рубеж 70-летия, Холл вернулся к музыке и в 2003 году выпустил комплект из семи дисков с записями фортепианных произведений Фридерика Шопена в своём исполнении; к этому же времени относится ряд его концертных выступлений (в частности, исполнение фортепианного концерта Ферруччо Бузони с Шеффилдским симфоническим оркестром).
Автор книги мемуаров «Как быть неудачником и преуспеть» (англ. How to Be A Failure and Succeed; 2008).
Офицер Ордена Британской империи (1986), рыцарь-бакалавр (1993).
Был дважды женат, имеет пятерых детей и 11 внуков (2017); в 2006—2010 гг. состоял в отношениях с известным ресторатором и телеведущей Прю Лейт.